# Коменсоли, Гертруда
Гертру́да Екатери́на Коменсо́ли (итал. Geltrude Caterina Comensoli; 18 января 1847, Бьенно, Ломбардо-Венецианское королевство — 18 февраля 1903, Бергамо, Ломбардия), в монашестве Гертруда Пресвятого Таинства — святая Римско-католической церкви, деятельница социального движения Католической церкви, основательница религиозной организации «Конгрегация Непрерывного Поклонения», целью которой было поклонение Святой Евхаристии и распространение почитания Святого Сердца Иисуса.

## Биография
В 1862 году вступила в женскую монашескую конгрегацию «Дочери Милосердия», которую вскоре она оставила из-за слабого здоровья, после чего она начинает заниматься социальной и благотворительной деятельностью.
В конце XIX века крестьянское итальянское общество преобразовывалось в индустриальное, что привело к массовой эмиграции крестьян в города, которая лишила их привычного образа крестьянской жизни, основанной в большей мере на глубокой религиозности. Множество людей сталкивалось с вызовом индустриализации, которая жестоко эксплуатировала рабочих, не оставляя им возможности исполнять свои религиозные потребности. Видя проблемы индустриализации итальянского общества Коменсоли добивается аудиенции у папы римского Льва XIII, который благословляет её заниматься социальной деятельностью среди рабочих. Чтобы привлечь внимание трудящихся к более глубокой духовной жизни, Коменсоли 15 декабря 1882 года основывает женскую монашескую организацию «Конгрегация Непрерывного Поклонения» при поддержке нового епископа Бергамо Гаетано Камилло Гуиндани и священника и наставника Франческо Спинелли (будущий святой). В 1884 году она принимает монашеские обеты, взяв себе монашеское имя Гертруда Пресвятого Таинства.
В 1900 году «Конгрегация Непрерывного Поклонения» получает благословение на деятельность от римского папы Льва XIII. Сегодня основанная святой Гертрудой Коменсоли монашеская конгрегация действует в Италии, Бразилии, Эквадоре, Малави, Боливии, Хорватии и насчитывает примерно около 90 общин.

## Прославление
1 октября 1989 года Гертруда Коменсоли была причислена к лику блаженных папой Иоанном Павлом II. 26 апреля 2009 года канонизирована папой Бенедиктом XVI.
День памяти — 18 февраля.